# Azarina
Azarina (lat. Asarina) je monotipski biljni rod iz porodice trpučevki. Jedina vrsta je španjolski endem A. procumbens'. , dio potporodice Antirrhinoideae. 

## Etimologija
Ime roda dolazi od španjolskog narodnog naziva za Antirrhinum.

## Opis
A. procumbens  je polugrm iz Zapadne (Francuska) i južne Europe (Španjolska), gdje je autohtona, a uvezena je i u neke srednjoeuropske zemlje (Njemačka, Mađarska), te u Sjevernu Ameriku, gdje je nazivaju “creeping snapdragon” ili “puzava zijevalica”, jer je nekada bila uključivana u rod zijevalica.
To je ležeća trajnica poznata po svojim puzečim stabljikama i cvjetovima nalik na zmaja. Listovi su poluzimzeleni, sivo–zeleni,  bubrežasti, grubo nazubljeni. Cvjetovi s dvije usne, slični zmaju, blijedo su žuti s tamnožutim grlom i svijetloljubičastim venama. Cvjetovi ljeti cvjetaju pojedinačno u pazušcima listova.
- Asarina procumbens u Novom botaničkom vrtu Sveučilišta u Göttingenu
- A. procumbens
- A. procumbens
- A. procumbens

## Sinonimi
- Antirrhinum asarifolium Salisb.; Prodr. Stirp. Chap. Allerton 98 (1796)
- Antirrhinum asarina L.; Sp. Pl. 612 (1753)
- Antirrhinum asarinum Lam.; Fl. Franç. 2: 348 (1779)
- Antirrhinum quinquelobatum St.-Lag.; Ann. Soc. Bot. Lyon 7: 119 (1880)
- Asarina cordifolia Moench; Meth. Suppl. 172 (1802)
- Asarina lobelii Font Quer; Fl. Esp. 3: 115. t. 30 (1870)
- Orontium asarina (L.) Pers.; Syn. 2: 159 (1806)
- Probatea grandiflora Raf.; Autikon Bot. 158 (1840)